# Бая-де-Арамэ
Бая-де-Арамэ (рум. Baia de Aramă) — город в Румынии в составе жудеца Мехединци. Название означает «медная шахта».

## История
В местных горах добывали медь ещё скифы и римляне. В документе 1391 года упоминается деревня Братилову (вошедшая в состав современного города), а в документе 1518 года упоминается и сам этот населённый пункт (под названием «Бая»). В конце XVII века господарь Константин Брынковяну основал здесь монастырь, строительство которого завершилось в 1703 году. С 1836 года в документах начинает упоминаться название «Бая-де-Арамэ», и в XIX веке здесь начинается интенсивная добыча меди.
В 1968 году Бая-де-Арамэ получила статус города.